# 아쿠아비트

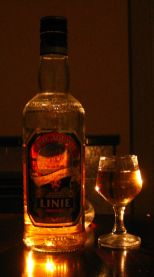
노르웨이산 아쿠아비트 병과 잔

아쿠아비트(영어: akvavit, 노르웨이어: akevitt)는 스칸디나비아 반도 일대에서 생산되는 향이 나는 증류주로 전통적으로 40%의 알코올을 함유하고 있다. 아쿠아비트라는 이름은 라틴어로 "생명의 물"을 의미하는 aqua vitae에서 왔다.

## 어원
아쿠아비트는 중세 라틴어로 생명의 물을 의미하는 aqua vitae를 어원으로 하고 있다. 위스키 또한 이 어구와 같은 뜻을 가진 고이델어에서 파생되었다.

## 음용 문화

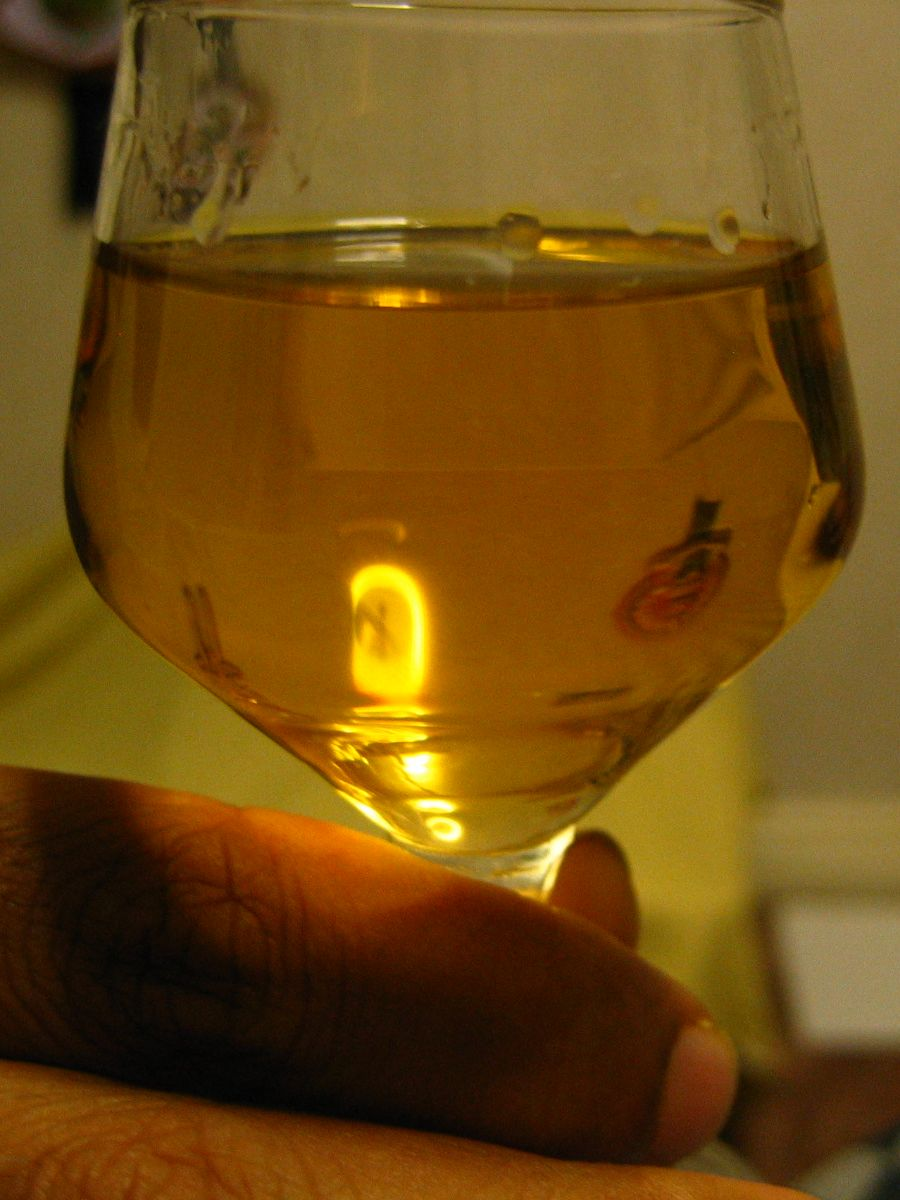
아쿠아비트가 들어있는 잔

아쿠아비트는 스칸디나비아의 음주 문화 중 중요한 부분을 차지한다. 아쿠아비트는 스납스라고 부르는 식사 중에 도수가 높은 술 작은 한 잔을 마시는 의식에서 종종 사용된다.
아쿠아비트는 주로 작은 샷 잔으로 빨리 마시며, 이것은 주로 스납스 전통에서 온 것으로 보인다.
아쿠아비트가 맥주와 잘 어울리며, 아쿠아비트를 마시기 전이나 후에 맥주를 마시는 것은 매우 흔한 일이다. 반면, 아쿠아비트를 좋아하는 사람들은 일반적으로 이러한 방식에 대해서 맥주가 아쿠아비트의 풍미와 뒷맛을 해친다며 좋아하지 않는다.

## 생산
아쿠아비트는 보드카처럼 곡물이나 감자에서 증류된다. 먼저 이러한 원료를 으깬 후에, 몰트와 함께 섞은 후 발효시킨다. 이 후 이것을 캐러웨이, 카다멈, 정향, 아니스, 레몬이나 오렌지 껍질, 회향과 같은 허브나, 향신료 또는 과실유로 향을 가하며. 딜이나 서아프리카산 생강이 사용되기도 한다. 덴마크의 양조장인 올보르는 호박으로 증류한 아쿠아비트를 생산한다.
만드는 방법이나 향은 브랜드에 따라 다르지만, 캐러웨이는 가장 주를 이루는 향이다..
아쿠아비트는 보통 노르스름한 색깔이지만 얼마나 오크통 안에서 숙성되었느냐에 따라서 투명한 색깔에서 옅은 갈색에 이르는 다양한 색깔을 갖게 된다. 보통 짙은 색상은 오래된 숙성 기간이나 오래되지 않은 통에서 숙성된 것을 의미하지만, 인공적인 카라멜 색소를 입히는 것 또한 허용되어 있다. 투명한 아쿠아비트는 타펠이라고 불리며, 전형적으로 오래된 통에서 숙성되며 완성품에 색을 입히지 않은 것이다.

## 기원 및 전통적 기타 형태
가장 먼저 알려진 아쿠아비트에 대한 전승은 1531년 덴마크의 베르겐성 공인 에스케 빌레가 노르웨이의 마지막 가톨릭 대주교인 올라프 엔게에게 보낸 편지에서 발견된다. 4월 13일에 쓰여진 이 편지는 "아쿠아 비테(Aqua Vite)라는 물이 인간이 내적와 외적으로 가질 수 있는 모든 질병에 도움이 될 것이다"라며 선물과 함께 보내졌다.
아쿠아비트의 이러한 의약적 효능에 대한 주장이 부풀려졌음에도, 아쿠아비트가 기름진 음식의 소화를 도와 준다는 믿음은 대중적이다. 덴마크에서는 아쿠아비트가 크리스마스 중식과 함께 나오며, 노르웨이에서는 크리스마스나 5월 17일 노르웨이 헌법제정일과 같은 기념일에 마신다. 스웨덴에서 아쿠아비트는 전통적인 한여름을 축하하는 저녁식사에 주로 쓰이며, 보통 술자리에서 부르는 노래 중 하나를 부르며 마신다. 아쿠아비트는 식사 중에 스납스로 마셔지는데, 특히 전채요리 중 절인 청어나, 가재, 루터피스크나 훈제 생선과 함께 먹는다. 이와 같은 생선과 함께 먹는 방식 때문에, 아쿠아비트가 생선이 위까지 헤엄쳐 내려가는 것을 돕는다는 말이 흔한 재담으로 쓰인다. 아쿠아비트는 전통적 노르웨이식 크리스마스 식사에 돼지 갈비 구이와 핀네쾻 (말린 양고기 요리)와 함께 나온다. 노르웨이에서는 향신료와 아쿠아비트가 매우 기름진 크리스마스 식사의 소화를 돕는다고 말한다.
아쿠아비트의 가장 유명한 브랜드는 노르웨이의 뢰이텐(Løiten), 리스홀름(Lysholm), 길더(Gilde)와 덴마크의 올보르(Aalborg) 그리고 스웨덴의 오피 안데르손(O.P Andersson)이다. 덴마크와 스웨덴산 제품들은 보통 연한 색깔인 반면, 노르웨이산은 오크통에서 최소 일 년 이상, 또는 브랜드에 따라 12년까지 숙성되어 일반적으로 짙은 색깔을 지닌다. 이 세 나라 모두 국가적 자존심의 일환으로 자기 나라 스타일의 아쿠아비트가 가장 좋은 아쿠아비트라고 주장하는데, 노르웨이산 akevitt가 가장 뛰어난 성질은 아니라도, 최소한 숙성 과정에서오는 강한 향과 깊은 색깔을 갖고 있는 것으로 평가된다.
노르웨이에 특별한 전통으로 리녜 아쿠아비트(linje akvavits) ("Løiten Linje" 와 "Lysholm Linje"같은)가 있는데, 이는 판매되기 전까지 오크통에 실린 채로 적도(linje)를 두 번 가로지른다. 많은 전문가들은 이에 대해 이러한 전통이 술책 이상의 것이 아니라고 주장하지만, 몇몇은 바다의 움직임과 잇따르는 기후 변화가 술이 통에서 더 많은 향을 뽑아내게 한다고 주장한다. 노르웨이의 아쿠아비트 주조자인 아르쿠스는 적도를 통과하는 배에 나타나는 기후 변화와 통의 흔들림을 모방하려고 한 과학적 실험을 수행하였다. 아르쿠스에 따르면 완성품은 리녜 아쿠아비트가 가져야 하는 적절한 맛을 가지지 못했고, 그러므로 아쿠아비트 통을 적도로 보내서 돌아오는 전통은 계속되고 있다.

## 스칸디나비아 이외 지역의 아쿠아비트
아쿠아비트는 스칸디나비아 이외 지역에서 거의 생산되지 않지만, 특히 큰 스칸디나비아 커뮤니티가 있는 몇개 국가에서 모방이 이뤄지기도 한다. 하지만 덴마크 왕에 의해 19세기까지 통치되었고 아직도 많은 덴마크인 소수 민족이 살고 있는 북부 독일의 슐레스비히홀슈타인주는 예외이다. 가장 유명한 독일에서 생산되는 아쿠아비트는 플렌스부르크의 봄메르룬더(Bommerlunder)와 키엘의 키엘러 스프로테 아쿠아비트(Kieler Sprotte Aquavit)와 말테세르크뢰츠 아쿠아비트(Malteserkreuz Aquavit)이다. 말테세크뢰츠는 1924년부터 다양한 종류의 아쿠아비트를 생산하고 있는 스웨덴 회사인 Vin & Sprit AB사의 계열사로 베를린에서 생산되고 있으며, 기본적으로 덴마크의 주조법을 따라하고 있기 때문에 스칸디나비아의 아쿠아비트를 모방했다고 볼 수 있다. 반면 슐레스비히홀슈타인의 브랜드들은 스칸디나비아의 제품들과 견줄만한 오랜 역사를 갖고 있다. 실례로, 봄메르룬더의 경우 1760년부터 제조되고 있다. 또한 아쿠아비트는 슐레스비히홀슈타인 음식 문화의 중요한 부분이기도 하다. 독일산 아쿠아비트는 사실상 거의 (발효된) 곡물에서 증류되며, 스칸디나비아산 아쿠아비트와 미미하게 적은 38%의 알코올 함량을 일반적으로 갖고 있다.
잉글랜드 북동부의 일부 지역 주류 판매점에서는 때때로 노르웨이산 아쿠아비트를 판매하는 것으로 알려져 있다. 아쿠아비트는 노년층을 주로 마시는 것으로 알려져 있다.
미국 오리건주 포틀랜드의 하우스 스피리츠는 크로그스타드 아쿠아비트를 생산하며, 캐러웨이와 스타아니스로 향을 낸다.
캐나다 브리티시컬럼비아주 버논의 오크내건 스피리츠는 아쿠아비투스라는 이름의 캐러웨이, 회향, 고수, 아니스, 딜과 노간주나무 열매를 혼합한 향의 아쿠아비트를 생산한다.

## 각국의 철자
- 덴마크어: Akvavit, Snaps, Dram
- 네덜란드어: Aquavit
- 영어: Akvavit , Aquavit
- 페로어: Akvavitt
- 핀란드어: Akvaviitti
- 독일어: Aquavit
- 아이슬란드어: Ákavíti
- 노르웨이어: Akevitt
- 폴란드어: Okowita
- 스웨덴어: Akvavit, Snaps or Kryddat brännvin

## 같이 보기
- 포틴 (술)